# Sammy Bossut
Sammy Bossut (ur. 11 sierpnia 1985 w Tielt) – belgijski piłkarz grający na pozycji bramkarza. Od 2006 jest zawodnikiem klubu SV Zulte Waregem.

## Kariera klubowa
Swoją karierę piłkarską Bossut rozpoczął w klubie SC Oostrozebeke. Następnie podjął treningi w KSV Waregem. Kolejnym klubem w jego karierze był Sporting-West Harelbeke. W sezonie 2003/2004 bronił w nim w drugiej lidze belgijskiej, a w latach 2004–2006 - w trzeciej lidze.
Latem 2006 Bossut przeszedł do pierwszoligowego SV Zulte Waregem. W ekstraklasie Belgii zadebiutował 19 maja 2007 w przegranym 1:2 wyjazdowym meczu ze Royalem Charleroi. W sezonie 2008/2009 stał się podstawowym bramkarzem swojego klubu. W sezonie 2012/2013 wywalczył z Zulte-Waregem wicemistrzostwo Belgii.
| Sezon   | Klub                    | Kraj   | Rozgrywki     | Mecze | Bramki |
| ------- | ----------------------- | ------ | ------------- | ----- | ------ |
| 2003/04 | Sporting-West Harelbeke | Belgia | Eerste klasse | 2     | 0      |
| 2004/05 | Sporting-West Harelbeke | Belgia | Derde klasse  | 1     | 0      |
| 2005/06 | Sporting-West Harelbeke | Belgia | Derde klasse  | 5     | 0      |
| 2006/07 | SV Zulte Waregem        | Belgia | Eerste klasse | 2     | 0      |
| 2007/08 | SV Zulte Waregem        | Belgia | Eerste klasse | 11    | 0      |
| 2008/09 | SV Zulte Waregem        | Belgia | Eerste klasse | 34    | 0      |
| 2009/10 | SV Zulte Waregem        | Belgia | Eerste klasse | 39    | 0      |
| 2010/11 | SV Zulte Waregem        | Belgia | Eerste klasse | 32    | 0      |
| 2011/12 | SV Zulte Waregem        | Belgia | Eerste klasse | 32    | 0      |
| 2012/13 | SV Zulte Waregem        | Belgia | Eerste klasse | 34    | 0      |
| 2013/14 | SV Zulte Waregem        | Belgia | Eerste klasse | 40    | 0      |
| 2014/15 | SV Zulte Waregem        | Belgia | Eerste klasse | 36    | 0      |
| 2015/16 | SV Zulte Waregem        | Belgia | Eerste klasse | 28    | 0      |
| 2016/17 | SV Zulte Waregem        | Belgia | Eerste klasse | 18    | 0      |

## Kariera reprezentacyjna
W reprezentacji Belgii Bossut zadebiutował 26 maja 2014 w wygranym 5:1 towarzyskim meczu z Luksemburgiem, rozegranym w Genk.